# Мацияускас, Александрас
Алекса́ндрас Мацияускас (лит. Aleksandras Macijauskas; род. 16 мая 1938, Каунас) — признанный классик советской и литовской фотографии.

## Биография
Родился в Каунасе (Литва) 16 мая 1938 года. Окончил среднюю школу в 1962 году. В начале 1970-х самостоятельно изучал западную философию.
В 1967—1973 годах фотокорреспондент ежедневной газеты «Vakarinės naujienos».
С 1973 год — ответственный секретарь Союза фотоискусства Литвы. С 1974 года — председатель Каунасского отдела Союза. В 1979—1989 — председатель художественного совета Союза. В 1978—2001 председатель Каунасского отделения Национальной ассоциации литовских фотографов.

## Награды и звания
- 1969 Гран При, «Золотая Роза», фотофорум, Чехословакия.
- 1972 Гран При, международная выставка «Золотой глаз», Новый Сад, Югославия.
- 1978 специальный приз на триеннале во Фрибурге.
- 1986 заслуженный деятель культуры Литовской ССР.
- 1995 лауреат Национальной премии Литвы в области культуры и искусства.
- 1998 орден Великого князя Литвы Гядиминаса 5-й степени.
- 2001 Гран-При, Международная выставка фотографии, Мажейкяй (Литва).
- 2004 лауреат премии Ассоциации работников искусства Литвы.
- 2006 премия имени Балиса Бурачаса и «Золотой крест» от президента Польской республики.

## Членство в организациях
- 1970 — стал членом Союза фотоискусства Литвы.
- 1971 — стал членом Союза журналистов Литвы.
- 1978 — Международной федерацией фотоискусства (FIAP) Мацияускасу присвоен статус фотохудожника (AFIAP), в 1994 — почетное звание заслуженного фотохудожника (EFIAP).
- 1985- основал Фотографический клуб (сейчас — Каунасская школа художественной фотографии).

## Важнейшие серии
- «Демонстрации» (1965—1985)
- «Литовские деревенские базары» (1969—1987)
- «Прощание» (с 1969 по настоящее время).
- «Литовские свадьбы» (с 1970 по настоящее время)
- «Лето» (1974—1984)
- «В ветеринарных клиниках» (1977—1994)
- «Память» (1980—2004)
- «Уходящие деревья» (1984—2001)
- «Фотоанекдоты» (с 1985 по настоящее время)

## Персональные выставки
- 1968 Музей Чюрлениса, Каунас.
- 1969 Союз журналистов, Москва.
- 1970 Дом работников прессы, Рига.
- 1970 Ретроспектива, Малая галерея, Братислава (Чехословакия)
- 1970 Художественный музей, Ружомберок (Чехословакия)
- 1971 Дом культуры, Шяуляй.
- 1971 Музей этнографии, Ленинград.
- 1974 Ретроспектива, Tribina Maldih, Новы Сад (Югославия).
- 1974 Национальная библиотека Франции, Париж (Франция).
- 1975 Отель де Виль (Hotel de Ville), Арль (Франция)
- 1976 Ретроспектива, Галерея фотографии, Варшава (Польша)
- 1976 Ретроспектива, Галерея фотографии, Краков (Польша)
- 1977 Ретроспектива, Дом культуры, Брно (Чехословакия)
- 1977 Музей Реатту (Musée Réattu), Арль (Франция)
- 1977 Фотоклуб А. З.27, Брюссель (Бельгия)
- 1979 Музей фотографии, Шяуляй (Литва)
- 1979 Ретроспектива, Gallery of Fils, Брюссель (Бельгия)
- 1979 Ретроспектива, Институт искусствознания, Москва.
- 1979 Ретроспектива, Дом культуры, Кишинев.
- 1979 Ретроспектива, Дом культуры, Тирасполь.
- 1979 Галерея Пракапаса, Нью-Йорк.
- 1980 Ретроспектива, Фотогалерея, Каунас.
- 1980 Ретроспектива, Дом культуры, Бургас (Болгария)
- 1980 Библиотека ООН, Нью-Йорк.
- 1981 Ретроспектива, кинотеатр «Вавилон», Берлин.
- 1982 Ретроспектива, Фотогалерея, Братислава. Передвижная выставка.
- 1984 Valokuva галерея, Финнфото, Хельсинки.
- 1984 Фотогалерея, Каунас.
- 1984 Музей фотографии, Шяуляй.
- 1984 Ретроспектива, R.I.P., Арль (Франция)
- 1986 Ретроспектива, Chateau d’Eau муниципальная галерея, Тулуза.
- 1986 Ретроспектива, Дом выставок, Витебск.
- 1987 Ретроспектива, Институт русского языка, Москва.
- 1987 Ретроспектива, Молодёжный культурный центр, Ленинград.
- 1987 Ретроспектива, Дворец художественных выставок, София (Болгария)
- 1988 Ретроспектива, Фотогалерея, Каунас.
- 1988 Ретроспектива, Музей фотографии, Шяуляй.
- 1988 Ретроспектива, Дворец художественных выставок, Вильнюс.
- 1988 Ретроспектива, Дом архитекторов, Львов.
- 1991 Ретроспектива, Исторический музей, Монтрелье (Франция)
- 1991 Портфолио галерея, Лондон.
- 1992 Фотогалерея, Каунас.
- 1992 Фотогалерея, Вильнюс.
- 1993 Ретроспектива, галерея Les Chiroux, Льеж (Бельгия)
- 1993 Фотогалерея, Вильнюс.
- 1993 Фотогалерея, Клайпеда.
- 1994 Fujifilm фотогалерея, Каунас.
- 1994 Музей литовского искусства, Лемонт, штат Иллинойс, США.
- 1994 Литовский художественный музей, Чикаго.
- 1994 Дворец конгресса и культуры, Ле-Ман (Le Mans) (Франция)
- 1995 Музей фотографии, Шяуляй.
- 1995 Ретроспектива, музей фотографии, Шяуляй.
- 1995 Fujifilm фотогалерея, Каунас.
- 1995 Ретропектива, фотогалерея, Nyiregyhaza (Венгрия)
- 2001 Документ авангарда: фотографии Александраса Мацияускаса, Музей Нью-Мексико, Музей изящных искусств, Санта-Фе.

## Избранные групповые выставки
Участник более чем 150 выставок в Литве и за рубежом. В частности, в Национальной библиотеке в Париже (1974), в Арле (1975).
- 1969 9 литовских фотографов. Союз журналистов, Москва.
- 1978 18 европейских фотографов. Образы человека, Брюссель..
- 1979 Современная европейская фотография, Венеция.
- 1980 Группа: В. Брандт, М. Джакомелли, А. Мацияускас. Gallery of Fils, Брюссель.
- 1981 Три европейца: А. Мацияускас, М. Кжизановский, В. Шурман. Музей современного искусства, Сан-Франциско.
- 1983 12 зарубежных фотографов, Дом культуры, Намур (Бельгия). Передвижная выставка во Франции.
- 1984 9 современных европейских фотографов, Benteler Galleries, Хьюстон.
- 1986 Грани модернизма, Музей современного искусства, Сан-Франциско.
- 1991—1992 Новые поступления, Музей Нью-Мексико, Музей изящных искусств, Санта Фе, Нью-Мексико, США.
- 1993 Память образов, Балтийское фото сегодня. Выставочный зал Ростока (Германия), выставочный зал Риги, центр современного искусства в Вильнюсе, Мартин Гропиус Баус галерея, Берлин, Государственная академия искусств, Гданьск, Николаевский дворец выставок, Копенгаген (1993—1997).

- 1997 Новая история в фотографии, Музей изящных искусств, Музей Нью-Мексико, Санта-Фе.
- 1997 Соленое прошлое (совместно с Антанасом Суткусом), Gallery Obalne, Пиран (Словения), Gallery Loza Koper, Любляна (Словения).
- 1998 Фотографическая выставка, галерея Шинджуку Номура, Токио.
- 1999 20/20: приобретения XX века глазами двадцати ведущих мастеров, Музей изящных искусств, Музей Нью-Мексико, Санта-Фе.

## Работы находятся в коллекциях
- Музея фотографии в Шяуляе, Литва;
- Музея современного искусства в Сан Франциско, США;
- Музея Нью-Мексико, Музея изящных искусств в Санта-Фе (Museum of New Mexico, Museum of Fine Arts, Santa Fe), США;
- Национальной библиотеки Франции, Париж, Франция;
- Музей Реаттю (Musse Reattu), Арль, Франция;
- Музея французской фотографии (Musee Francais de la Photographie), Париж, Франция;
- Международного центра фотографии (International Centre of Photography), Нью-Йорк, США;
- Музея современного искусства, Стокгольм, Швеция;
- Музея мировой фотографии (Museu internacional de fotografia), Каталония, Испания.

## Избранная библиография
- В. Демин. Цветение земли. М., Искусство. 1987.
- Стигнеев B. «Новый подход, новое решение» // Советское фото, февраль 1978.
- Aleksandras Macijauskas — Contemporary Maserworks by Vladimir Birgus, Chicago and London, 1991.
- Aleksandras Macijauskas. Selected Photographs. — Vilnius, «Vaga», 2003. P.10-12; P.179.
- Aleksandras Macijauskas. The Last Book. — Kaunas, ARX Baltica, 2007. P.269-274.
- Another Russia by Daniela Mrazkova and Vladimir Remes, London, 1986.
- Masters of Photography; A Thematic History, By Daniela Mrazkova, London, 1987.
- Scwarzweiss. Special Aktfotografie. Portfolio Aleksandras Macijauskas. Umschau Zeitschriften Verlag. frankfurt am Main, Germany, 1999.
- «Aleksandras Macijauskas and his dreams» by Daniela Mrazkova in Fotografie (Prague), January, 1969.
- «Aleksandras Macijauskas» in camera International (Paris), № 3 1985.
- «International Portfolio: Aleksandras Macijauskas in the Market» by Skirmantas Valiulis in Photographe (London), January 1976.